# Dolph (The Simpsons)
Dolphin "Dolph" Starbeam (stemme af Tress MacNeille) er en figur fra TV-serien The Simpsons. Dolph er en del af Jimbo Jones' bande af bøller (sammen med Jimbo, Kearney og somme tider Nelson Muntz). Dolph kan genkendes på sin asymmetriske frisure som dækker det ene øje og han bærer afskårede shorts og "Chuck Taylor All-Stars" basketballsko. Det er også blevet afsløret at Dolph er jøde, som først blev vist i episoden "See Homer Run" i 17. sæson. Han har muligvis også mere end en far, som det vises i episoden "I Am Furious Yellow" i 13. sæson. Selvom han ikke siger meget får man fra de få ting han siger et indtryk af at han, ligesom resten af banden, ikke er særlig kvik.
Han er navngivet efter Matt Groenings klassekammerat Dolph Timmerman. Groening har sagt at Timmerman slet ikke var en bølle, men en "rigtig sej fyr." 

## Kritik
Dolph betragtes for det meste som den mest mystiske i Jimbos bande, oftest stille og taler altid med mild røst  bortset fra i Kamp Krusty hvor han taler temmelig højt til Bart, Lisa og de andre børn. Nogle mener at Dolph muligvis er den mest følsomme af bandemedlemmerne, endda mere end den (til tider) bløde Nelson Muntz [kilde mangler]. Hans rigtige navn er (ifølge samlekort: Dolphin Starbeam).